# Hans-Günther Vosseler
Hans-Günther Vosseler (* 5. Februar 1949 in Paderborn) ist ein ehemaliger deutscher Schwimmer, der bei Olympischen Spielen eine Silbermedaille gewann.
Vosseler startete für den Ersten Paderborner Schwimmverein von 1911. Bei den Schwimmeuropameisterschaften 1970 trat er im Vorlauf mit der 4-mal-200-Meter-Freistilstaffel an, im Finale gewannen Werner Lampe, Olaf von Schilling, Folkert Meeuw und Hans Fassnacht die Goldmedaille. Allerdings galt in den 1970er Jahren noch nicht die Regel, dass ein im Vorlauf eingesetzter Sportler ebenfalls eine Medaille erhält.
Bei den Olympischen Spielen 1972 in München schwamm Vosseler im Vorlauf mit der 4-mal-100-Meter-Freistilstaffel, musste aber im Finale zusehen. Drei Tage später qualifizierte er sich mit der 4-mal-200-Meter-Freistilstaffel für das Finale. Dort gewannen Klaus Steinbach, Werner Lampe, Hans-Günther Vosseler und Hans Fassnacht die Silbermedaille mit sechs Sekunden Rückstand auf die Weltrekordstaffel aus den Vereinigten Staaten.
Dafür wurden er und die Staffel am 11. September 1972 mit dem Silbernen Lorbeerblatt ausgezeichnet.